# Colman Domingo
Colman Jason Domingo (Filadelfia, 28 de noviembre de 1969) es un actor, director de escena y dramaturgo estadounidense. Ganador de un Premio Primetime Emmy y nominado a los Premios Óscar y a los Premios Tony, en 2024 fue incluido en la prestigiosa lista de la revista Time 100 como una de las 100 personas más influyentes del mundo.
Domingo comenzó en Broadway en la obra de teatro de 2005, Well y se consagró con el musical de 2008, Passing Strange. Obtuvo elogios por su papel de Mr. Bones en el musical: The Scottsboro Boys (2011), por el que fue nominado al premio Tony al mejor actor destacado en un musical. En televisión, comenzó como invitado en la serie, Law & Order, aunque sería su papel de Victor Strand en la serie Fear The Walking Dead (2015-2023), de AMC, el que le llevaría al reconocimiento.
Las apariciones cinematográficas de Domingo incluyen papeles secundarios en Lincoln (2012), Selma (2014), If Beale Street Could Talk (2018), Ma Rainey's Black Bottom (2020) o The Color Purple (2023). Como protagonista destaca su papel de Bayard Rustin en la película de Netflix, Rustin (2023) y como "Divine G" en Sing Sing (2023) que le valió una nominación al Premio Óscar al mejor actor, por cada papel.

## Biografía
Domingo nació y creció en Filadelfia, Pensilvania. Domingo fue criado por su madre Edith Bowles y su esposo. Su madre era ama de casa y trabajaba en un banco; su padrastro Clarence se ganaba la vida lijando pisos. Edith falleció en 2006, el día después de la audición de Domingo para el teatro musical Passing Strange. Su padrastro había muerto unos meses antes.
El padre biológico de Domingo era de Belice y tenía parientes de Guatemala. Dejó a la familia cuando Domingo tenía nueve años.  Domingo tenía un impedimento del habla, ceceo, cuando era niño y su madre lo envió a clases de logopedia.
Domingo se graduó en Overbrook High School en 1987 y luego asistió a la Universidad de Temple, donde se especializó en periodismo. Poco después se mudó a San Francisco, California, donde comenzó a actuar, principalmente en producciones teatrales. Domingo ha enseñado en el Instituto Nacional de Teatro O'Neill, en la Universidad de Texas en Austin y en la Universidad de Wisconsin-Madison.

## Carrera

### 1997-2014: Inicios y papeles menores
Domingo hizo su debut televisivo en el procedimiento policial Nash Bridges en 1997. Tomó un pequeño papel en True Crime (1999) de Clint Eastwood y actuó en las películas independientes Desi's Looking for a New Girl (2000), Kung Phooey (2003) y el drama criminal Freedomland (2006). También asumió papeles menores en la franquicia de televisión, Law & Order, Law & Order: Criminal Intent y  Law & Order: Trial by Jury.
En escena, Domingo interpretó al Sr. Franklin Jones, Joop y al Sr. Venus en el musical de rock aclamado por la crítica Passing Strange, primero durante una temporada en The Public Theatre y después se estrenó en Broadway el 28 de febrero de 2008. Recibió un Premio Obie en la primavera de 2008 como parte del elenco y repitió su papel en la versión cinematográfica de Passing Strange, dirigida por Spike Lee, que hizo su estreno en el Festival de Cine de Sundance en enero de 2009. 
En 2010, Domingo protagonizó el musical de Broadway The Scottsboro Boys, por el que recibió una nominación al Tony como Mejor Actor de Reparto en un Musical. En 2014 protagonizó ese mismo musical en el West End londinense, por el que fue nominado al Premio Laurence Olivier.
En la gran pantalla, Domingo colaboró con Spike Lee apareciendo en sus películas Miracle at St. Anna (2008) y Red Hook Summer (2012). Apareció como el soldado Harold Green en la epopeya histórica Lincoln (2012) de Steven Spielberg. Al año siguiente apareció en las películas: 42 (2013) interpretando a Lawson Bowman y The Butler (2013) como Freddie Fallows. En 2014, apareció en la película de derechos civiles Selma de Ava DuVernay, interpretando al activista y ministro bautista Ralph Abernathy.

### 2015-2022: Papeles secundarios y reconocimiento
En 2015, Domingo comenzó a aparecer en un papel recurrente en la serie posapocalíptica de zombies de AMC, Fear the Walking Dead, como un personaje llamado Victor Strand. En diciembre de 2015, se anunció que Domingo fue ascendido a principal para la segunda temporada de la serie. En 2018, Domingo se unió al Sindicato de Directores de Estados Unidos como director del episodio 12 de la temporada 4 de Fear The Walking Dead.  Se convirtió en el primer actor en el universo de The Walking Dead en dirigir un episodio. En 2020, Domingo firmó un acuerdo de primera vista con AMC Networks.
Ese mismo año tuvo un papel recurrente como el Dr. Russell Daniels en la serie de Cinemax, The Knick. En 2017, Domingo se unió a la Academia de Artes y Ciencias Cinematográficas. En 2018, apareció en If Beale Street Could Talk de Barry Jenkins. En la película interpreta al padre de Tish, Joseph Rivers. 

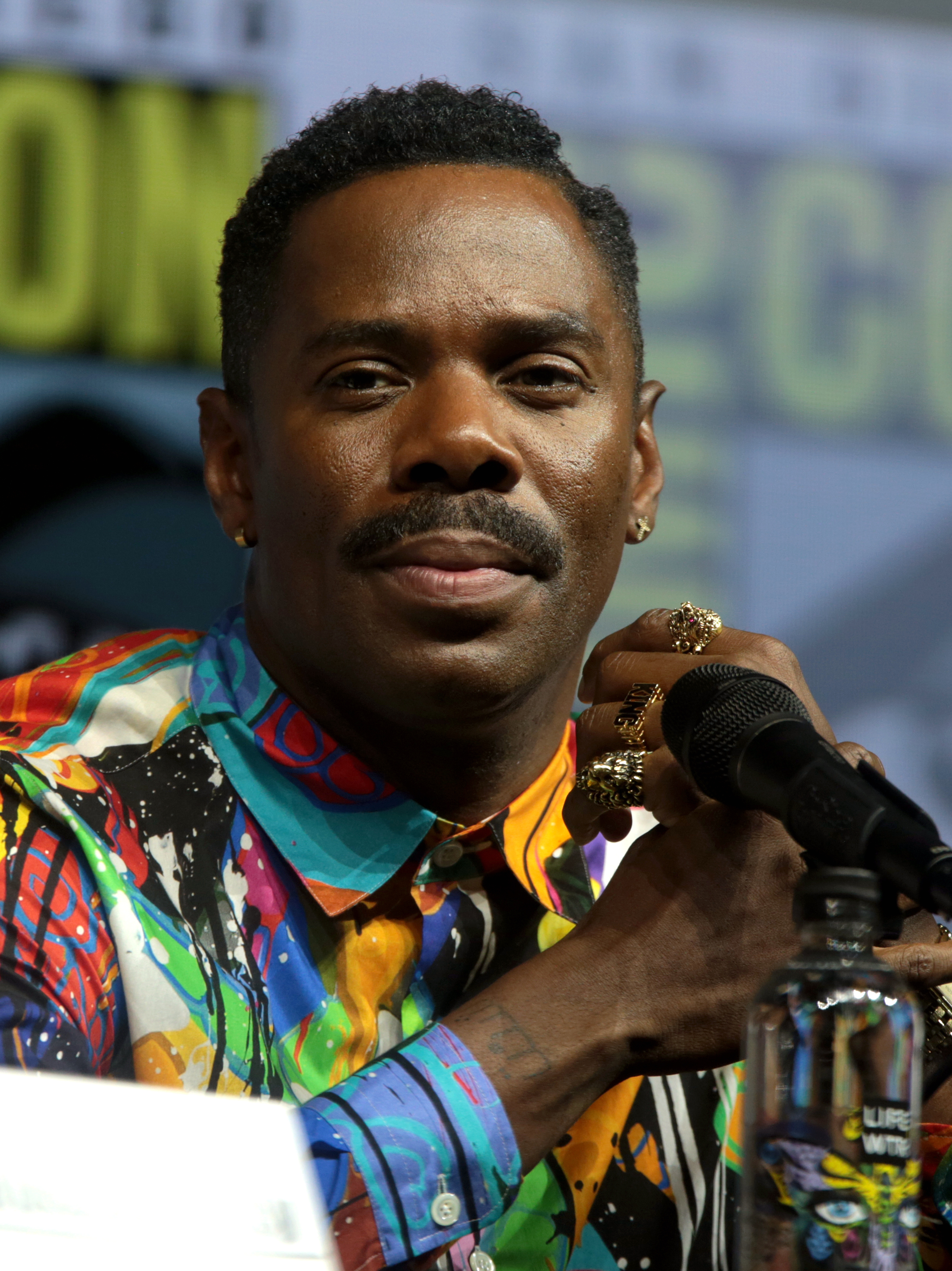
Domingo en 2018

Ese mismo año colaboró con Sam Levinson, actuando en la película de comedia negra Assassination Nation interpretando al director Turrell. Al año siguiente, Levinson eligió a Domingo para un papel recurrente como Ali, un drogadicto en recuperación en la serie dramática de HBO, Euphoria. En 2022, recibió el premio Primetime Emmy al mejor actor invitado en una serie dramática por su papel.
En 2020, recibió elogios por su papel de Cutler en la adaptación de Netflix de la obra de August Wilson, Ma Rainey's Black Bottom, protagonizada por Viola Davis y Chadwick Boseman. También llamó la atención por su papel de X, un proxeneta despiadado en la película policial Zola dirigida por Janicza Bravo. Por su papel, recibió una nominación al premio Independent Spirit al Mejor Actor de Reparto.

### 2023-presente: Expansión y estrellato
Domingo interpretó al activista de derechos civiles Bayard Rustin en la película de Netflix de 2023 Rustin dirigida por George C. Wolfe. Por dicho papel obtuvo críticas positivas y nominaciones al Premio Óscar, Premio BAFTA, Premio Globo de Oro y Premio del Sindicato de Actores al mejor actor.
Tras el anuncio de su elección para el papel principal, el Centro Bayard Rustin para la Justicia Social, un LGBTQIA espacio seguro, centro de activistas comunitarios y puente educativo dedicado a honrar a Bayard Rustin a través de su misión y buenas obras, expresaron su aprobación directamente a Domingo, defendiendo que "Su poderosa voz ayudaría a amplificar la voz de Bayard Rustin, el padrino de la interseccionalidad, que planeó la primera Marcha sin violencia e inspiró a los Freedom Riders.
En 2023, Domingo protagonizó la película dramática, Sing Sing (2024) dirigida por Greg Kwedar, interpretando a John "Divine G" Whitfield. Fue estrenada en el Festival Internacional de Cine de Toronto y distribuida por A24 en 2024. Su papel obtuvo críticas positivas, y le valió su segunda nominación al Premio Óscar al mejor actor. Además, fue elegido para interpretar a Joe Jackson en la película biográfica musical Michael (2025) sobre la vida del cantante Michael Jackson.
En 2025, Domingo dio voz a Norman Osborn en la serie de animación de Marvel Studios, Your Friendly Neighborhood Spider-Man, serie que pertenece al Marvel Cinematic Universe. Además, protagonizó la serie de Netflix Las Cuatro Estaciones, interpretando el papel de Danny. La serie se estrenó el 1 de mayo de 2025 y en las tres primeras semanas ya la habían visto más de 5 millones de personas. 

## Vida personal
Domingo es abiertamente gay y está casado con su esposo, Raúl Domingo, desde 2014.

## Filmografía
Cine
| Año  | Película                                  | Personaje                 |
| ---- | ----------------------------------------- | ------------------------- |
| 2012 | Lincoln                                   | Harold Green              |
| 2012 | Red Hook Summer                           | Blessing Rowe             |
| 2013 | El mayordomo                              | Freddie Fallows           |
| 2014 | Selma                                     | Ralph Abernathy           |
| 2014 | Time Out of Mind                          | Mr. Oyello                |
| 2016 | The Birth Of A Nation                     | Hark Turner               |
| 2018 | Assassination Nation                      | Director Turrell          |
| 2020 | Ma Rainey's Black Bottom                  | Cutler                    |
| 2020 | Zola                                      | X                         |
| 2021 | Candyman                                  | William Burke             |
| 2023 | Rustin                                    | Bayard Rustin             |
| 2023 | Transformers: el despertar de las bestias | Unicron (voz)             |
| 2023 | El color púrpura                          | Albert "Mister" Johnson   |
| 2024 | Sing Sing                                 | John "Divine G" Whitfield |
| 2024 | Drive-Away Dolls                          | Chief                     |
| 2025 | The Electric State                        | Wolfe (voz)               |
| 2025 | The Running Man                           | Bobby Thompson            |
| 2026 | Michael                                   | Joseph Jackson            |

Televisión
| Año           | Programa                     | Personaje                   | Notas                                                                            |
| ------------- | ---------------------------- | --------------------------- | -------------------------------------------------------------------------------- |
| 1997          | Nash Bridges                 | Reggie Harell               | 4 episodios                                                                      |
| 1999          | Nash Bridges                 | Hassam                      | 4 episodios                                                                      |
| 1999          | Nash Bridges                 | Desmond Kenner              | 4 episodios                                                                      |
| 2000          | Nash Bridges                 | Trumpet Player              | 4 episodios                                                                      |
| 2004          | Law & Order                  | Ronald Gumer                | Episodio: "Hands Free"                                                           |
| 2006          | Law & Order: Criminal Intent | Ev Sides                    | 2 episodios                                                                      |
| 2006          | Law & Order: Trial by Jury   | Gus                         | Episodio: "Eros in the Upper Eighties"                                           |
| 2008          | Law & Order                  | Donnie                      | 2 episodios                                                                      |
| 2008–2010     | The Big Gay Sketch Show      | Varios                      | 16 episodios                                                                     |
| 2009          | Great Performances           | Mr. Franklin/Mr. Venus/Joop | Episodio: "Passing Strange"                                                      |
| 2010          | Law & Order: Criminal Intent | Andre Lanier                | 2 episodios                                                                      |
| 2015-2023     | Fear The Walking Dead        | Victor Strand               | Recurrente (Temporada 1, 2 episodios) Protagonista (Temporada 2-8, 71 episodios) |
| 2016          | Lucifer                      | Padre Frank Lawrence        | Recurrente (Temporada 1-. 1 episodio)                                            |
| 2016          | Timeless                     | El llanero solitario        | Invitado (Temporada 2, 1 episodio)                                               |
| 2017          | BoJack Horseman              | Eddie the Dragonfly         | Papel de voz; episodio: "The Old Sugarman Place"                                 |
| 2018          | American Dad!                | Stiles                      | Papel de voz; episodio: "(You Gotta) Strike for Your Right"                      |
| 2019-presente | Euphoria                     | Ali                         | 7 episodios                                                                      |
| 2020          | The Twilight Zone            | Carl                        | Episodio: "Downtime"                                                             |
| 2024          | The Madness                  | Muncie Daniels              | 8 episodios                                                                      |
| 2025-presente | The Four Seasons             | Danny                       | 8 episodios                                                                      |

## Premios y nominaciones
Premios Óscar
| Año  | Categoría   | Película  | Resultado |
| ---- | ----------- | --------- | --------- |
| 2024 | Mejor actor | Rustin    | Nominado  |
| 2025 | Mejor actor | Sing Sing | Nominado  |

Premios BAFTA
| Año  | Categoría   | Película | Resultado |
| ---- | ----------- | -------- | --------- |
| 2024 | Mejor actor | Rustin   | Nominado  |

Premios BAFTA
| Año  | Categoría   | Película  | Resultado |
| ---- | ----------- | --------- | --------- |
| 2025 | Mejor actor | Sing Sing | Nominado  |

Premios Globos de Oro
| Año  | Categoría           | Película  | Resultado |
| ---- | ------------------- | --------- | --------- |
| 2024 | Mejor actor - Drama | Rustin    | Nominado  |
| 2025 | Mejor actor - Drama | Sing Sing | Nominado  |

Premios Independent Spirit
| Año  | Categoría                      | Película                 | Resultado |
| ---- | ------------------------------ | ------------------------ | --------- |
| 2020 | Mejor actor de reparto         | Ma Rainey's Black Bottom | Nominado  |
| 2021 | Mejor actor de reparto         | Zola                     | Nominado  |
| 2025 | Mejor interpretación principal | Sing Sing                | Nominado  |

Premios Primetime Emmy
| Año  | Categoría                                 | Película         | Resultado |
| ---- | ----------------------------------------- | ---------------- | --------- |
| 2022 | Mejor actor invitado en serie dramática   | Euphoria         | Ganador   |
| 2025 | Mejor actor de reparto - Serie de comedia | The Four Seasons | Pendiente |

Premios Tony
| Año  | Categoría                           | Película            | Resultado |
| ---- | ----------------------------------- | ------------------- | --------- |
| 2011 | Mejor actor principal en un musical | The Scottsboro Boys | Nominado  |
| 2023 | Mejor obra de teatro                | Fat Ham             | Nominado  |

Premios del Sindicato de Actores
| Año  | Categoría                | Película                 | Resultado |
| ---- | ------------------------ | ------------------------ | --------- |
| 2020 | Mejor reparto            | Ma Rainey's Black Bottom | Nominado  |
| 2024 | Mejor actor protagonista | Rustin                   | Nominado  |
| 2024 | Mejor reparto            | The Color Purple         | Nominado  |
| 2025 | Mejor actor protagonista | Sing Sing                | Nominado  |